# Londa (Italië)
Londa is een gemeente in de Italiaanse provincie Florence (regio Toscane). De gemeente telt 1670 inwoners en bedraagt een oppervlakte van 59,4 km². De bevolkingsdichtheid is 30 inwoners per km².

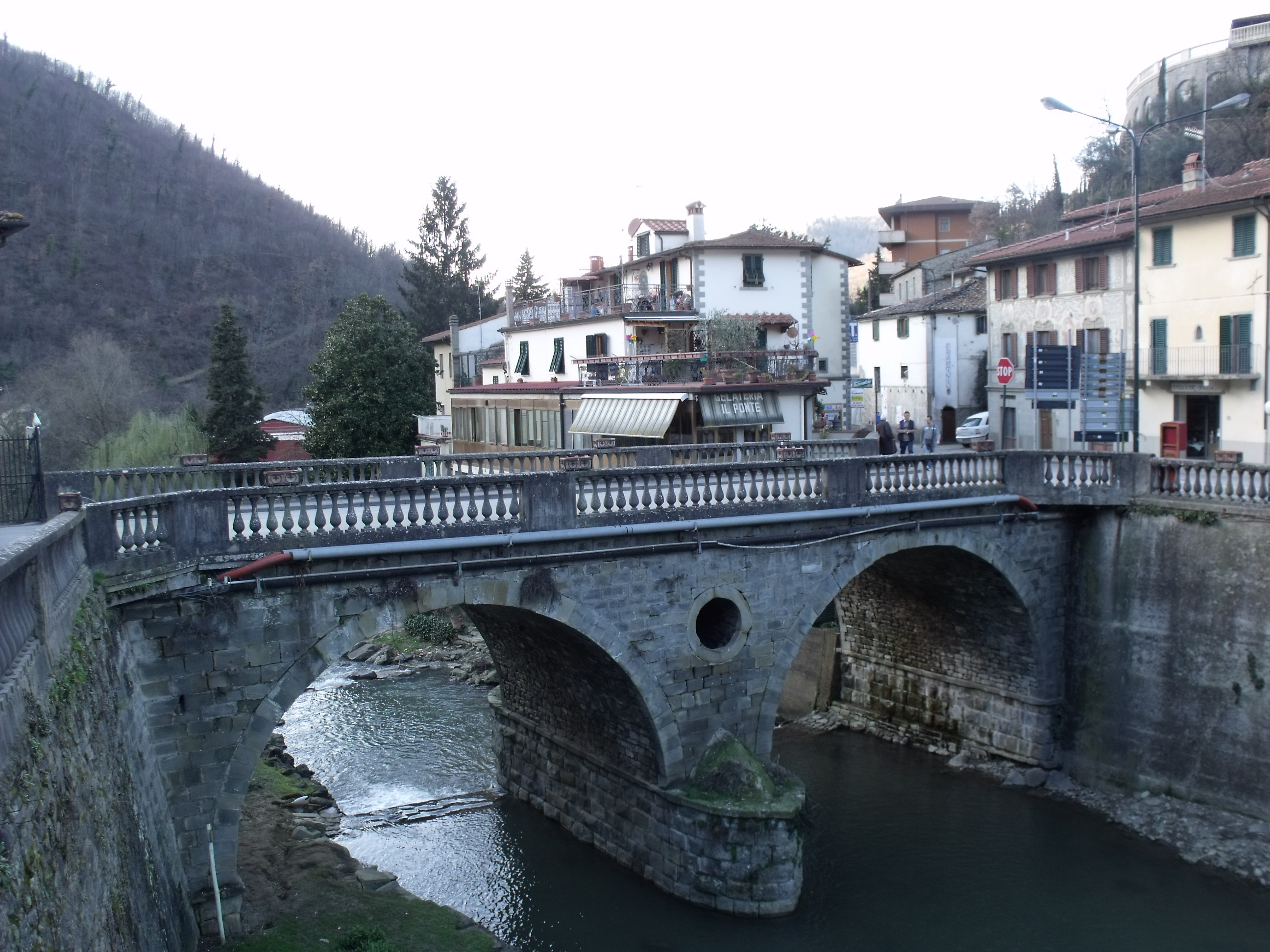
Londa, Ponte Rincine
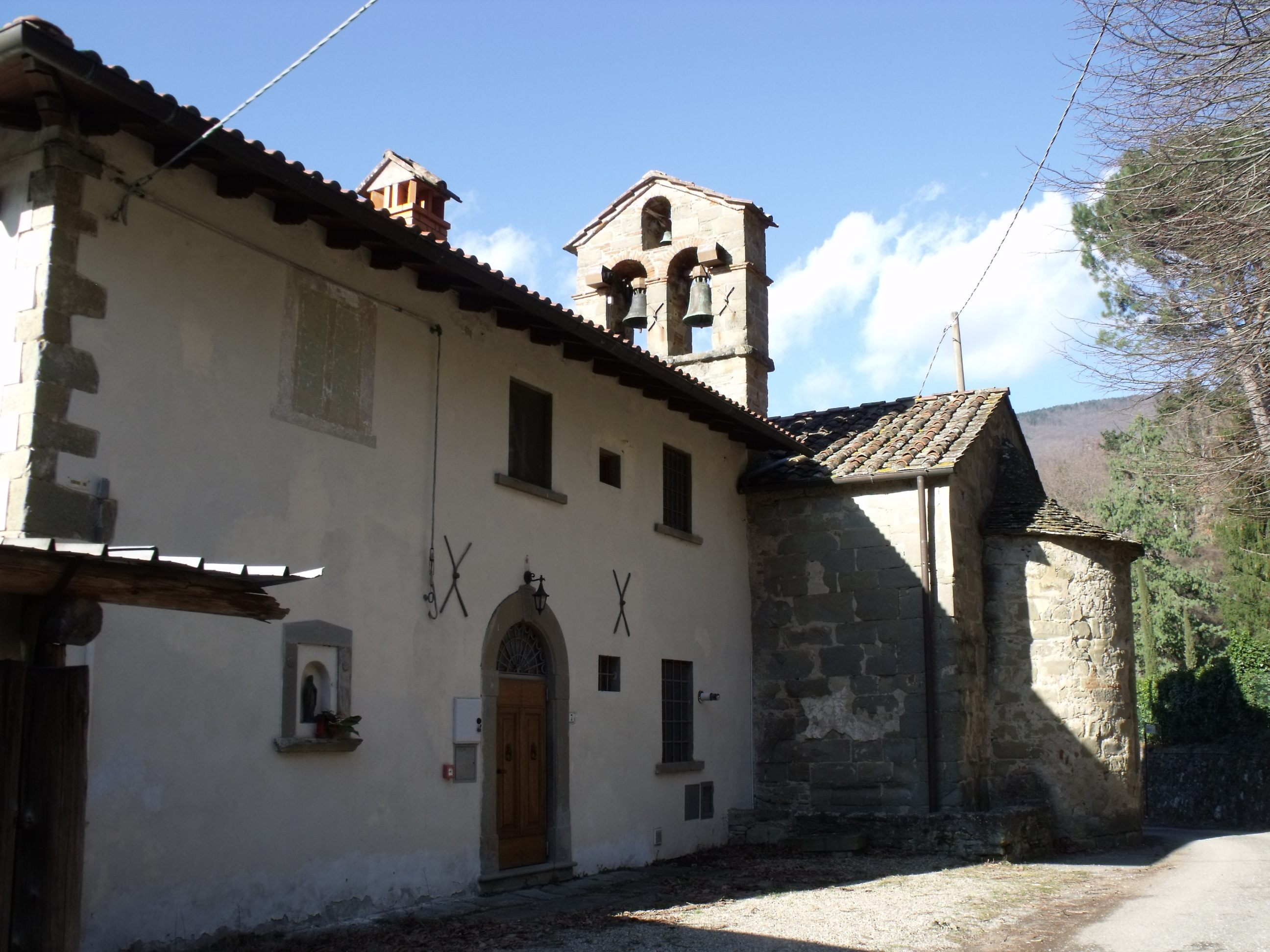
Pieve di Sant Elena, Rincine
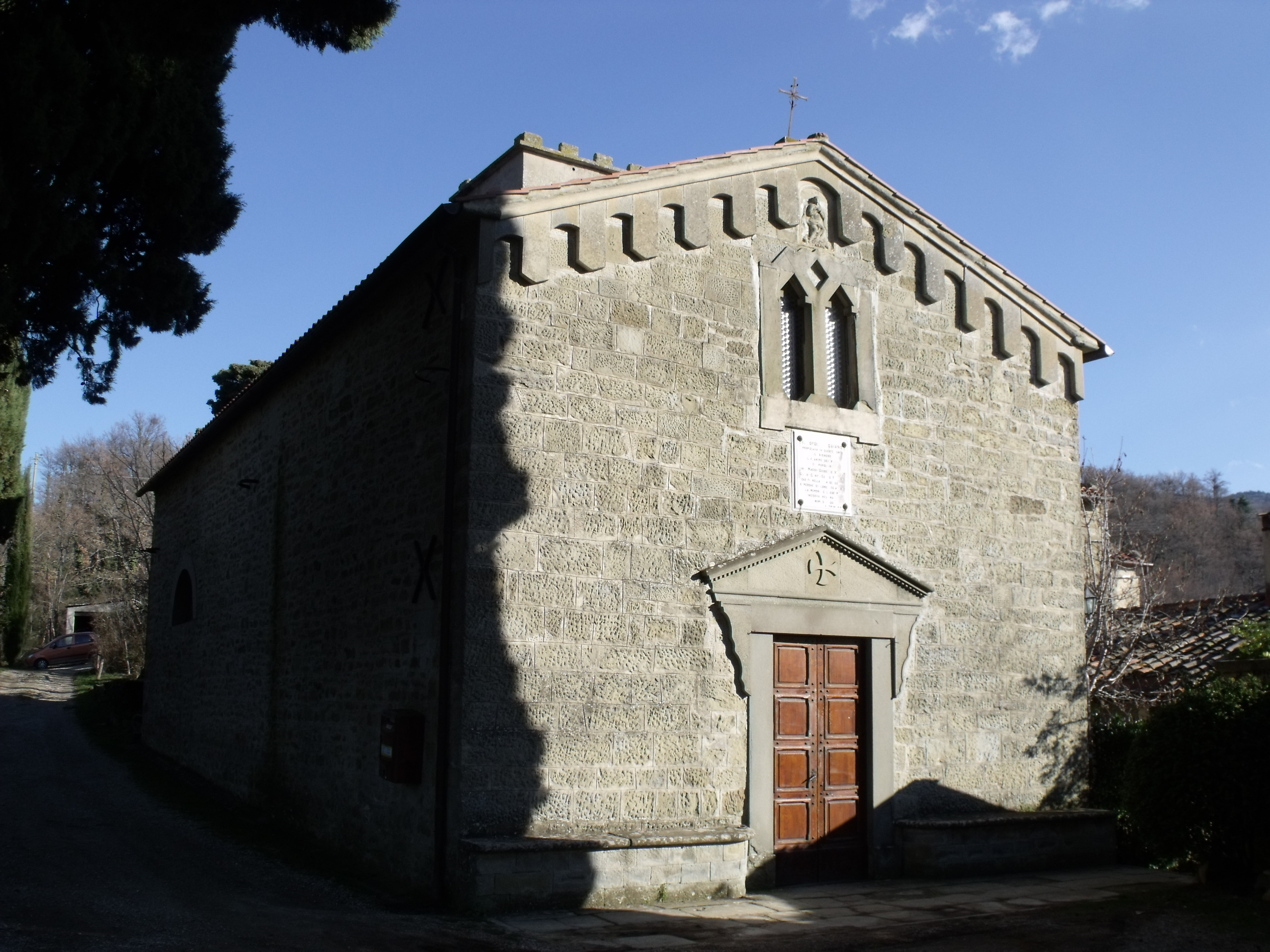
Kerk van Santa Maria, Caiano

## Demografie
Londa telt ongeveer 739 huishoudens. Het aantal inwoners steeg in de periode 1991-2001 met 37,3% volgens cijfers uit de tienjaarlijkse volkstellingen van ISTAT.
| Jaar | Inwoneraantal |
| ---- | ------------- |
| 1991 | 1216          |
| 2001 | 1669          |

## Geografie
De gemeente ligt op ongeveer 226 m boven zeeniveau.
Londa grenst aan de volgende gemeenten: Dicomano, Pratovecchio Stia (AR), Rufina en San Godenzo.